# Technik masażysta
Technik masażysta – w Polsce od 1 stycznia 2024 r. zawód medyczny regulowany Ustawą z 17 sierpnia 2023 r. o niektórych zawodach medycznych; wcześniej – tytuł zawodowy nadawany absolwentom dwuletnich szkół policealnych o specjalności „technik masażysta”, bez ustawowej ochrony prawnej. Technik masażysta wykonuje różne techniki masażu w celach terapeutycznych, profilaktycznych i relaksacyjnych oraz jest zaliczany do średniego personelu medycznego.
Jest zaliczany do średniego personelu medycznego i posiada wykształcenie zawodowe z zakresu masażu leczniczego. W odróżnieniu od fizjoterapeuty, technik masażysta koncentruje się wyłącznie na zabiegach masażu, wykonaniu i nauczaniu podstawowych ćwiczeń oraz promocji zdrowia i nie ma uprawnień do planowania pełnej rehabilitacji pacjenta ani stosowania innych metod fizjoterapii. W Polsce zawód ten od 2024 roku jest formalnie zaliczany do zawodów medycznych – technicy masażyści muszą uzyskać wpis do odpowiedniego rejestru i przestrzegać zasad ustawicznego kształcenia zawodowego.
Technik masażysta wykonuje m.in. masaż klasyczny, masaż medyczny w środowisku wodnym, masaż limfatyczny (drenaż limfatyczny), masaż odruchowy w podstawowym zakresie (masaż segmentarny, masaż łącznotkankowy, masaż punktowy), masaż Shantala, masaż izometryczny, masaż tensegracyjny, masaż stawowy, masaż z użyciem przyrządów, masaż sportowy.

## Historia w Polsce
Podwaliny pod rozwój profesjonalnego masażu w Polsce sięgają końca XIX wieku – polski lekarz Isidor Zabłudowski jako jeden z pierwszych propagował masaż leczniczy i organizował kursy w tym zakresie (uczestniczyły w nich również osoby niewidome), choć początkowo szkolenia te miały charakter dorywczy i nie były objęte oficjalnymi regulacjami. Pierwszą szkołę masażu z prawdziwego zdarzenia utworzono 1 listopada 1953 roku w Krakowie – był to Ośrodek Szkolenia Zawodowego dla osób z dysfunkcją wzroku, powstały z myślą o przygotowaniu do pracy niewidomych rehabilitantów (zwłaszcza kombatantów wojennych, którzy utracili wzrok). W ośrodku tym początkowo prowadzono 10-miesięczne kursy masażu, następnie w latach 1967–1983 kształcenie wydłużono do 2 lat, a od 1974 roku organizowano także roczne kursy dla słuchaczy ze średnim lub wyższym wykształceniem. W 1980 r. placówka została przekształcona w Medyczne Studium Zawodowe Masażu Leczniczego dla Niewidomych, w którym nauka odbywała się już wyłącznie w cyklu dwuletnim, a absolwenci uzyskiwali tytuł technika masażysty.
W kolejnych dekadach powstawały kolejne szkoły masażu, szczególnie przy ośrodkach dla osób niewidomych (m.in. w Lublinie, Łodzi, Wrocławiu czy Laskach), co sprawiło że zawód masażysty stał się popularny i ceniony w środowisku osób z dysfunkcją wzroku. W drugiej połowie XX wieku masażyści (zwłaszcza niewidomi) cieszyli się wysokim prestiżem społecznym – jeszcze w latach 90. należał on do najczęstszych zawodów wybieranych przez osoby niewidome, gwarantując zatrudnienie i przyzwoite zarobki. Z biegiem czasu sytuacja zaczęła się zmieniać: placówki ochrony zdrowia, szukając oszczędności, coraz częściej zatrudniały fizjoterapeutów posiadających wyższe wykształcenie, którzy poza masażem mogli wykonywać także inne zabiegi rehabilitacyjne z użyciem aparatury.

## Kształcenie w Polsce
Aby uzyskać kwalifikacje technika masażysty, należy ukończyć dwuletnią szkołę policealną i zdać państwowy egzamin zawodowy z kwalifikacji o symbolu MED.10 „Świadczenie usług w zakresie masażu”. Kształcenie w zawodzie obejmuje przedmioty teoretyczne (m.in. anatomię, fizjologię, podstawy fizjoterapii, zagadnienia kliniczne) oraz intensywne zajęcia praktyczne z masażu – standardowo około 400 godzin ćwiczeń z różnych technik masażu, a także obowiązkowe praktyki zawodowe w placówkach medycznych.
Dyplom technika masażysty potwierdza posiadanie średniego wykształcenia medycznego w zakresie masażu. Jest to najwyższy poziom formalnego wykształcenia ściśle ukierunkowanego na masaż – dla porównania studia wyższe (np. fizjoterapia) obejmują jedynie wybrane elementy masażu z dużą mniejszą ilością godzin teorii i praktyki, koncentrując się na szerszych zagadnieniach rehabilitacji. 

### Status prawny zawodu przed 2024 rokiem
Tytuł „technik masażysta” mogły nosić wyłącznie osoby, które ukończyły dwuletnią szkołę policealną i zdały państwowy egzamin zawodowy o kodzie MED.10 „Świadczenie usług w zakresie masażu”. Technik masażysta przed ustawą z 2023 roku był jedynym zawodem, który mógł wykonywać masaże lecznicze refundowane przez NFZ oraz mógł być zatrudniony w klinikach NFZ do wykonywania masaży leczniczych. Zawód nie był objęty ustawą o zawodach medycznych, lecz figurował w klasyfikacji zawodów i specjalności (KZiS) w grupie 32 (kod 325402). Inne osoby, które ukończyły inne szkoły masażu, które nie były w kierunku "Technik masażysta" nie mogły być zatrudnione w NFZ i nie mogły wykonywać masaży leczniczych. Ministerstwo Edukacji Narodowej opracowało program nauczania dla szkół policealnych już przed 2006 rokiem.
Choć technik masażysta formalnie został uznany za zawód medyczny dopiero w 2024 roku, już wcześniej był powszechnie określany jako przedstawiciel tzw. średniego personelu medycznego. Wynikało to z jego umiejscowienia w systemie edukacji zawodowej oraz zatrudnienia w placówkach ochrony zdrowia. Technik masażysta był ujęty w klasyfikacji zawodów i specjalności (KZiS) w grupie „średni personel do spraw zdrowia” i po zdaniu egzaminu w Centralnej Komisji Egzaminacyjnej mógł legalnie świadczyć usługi masażu medycznego. Praktycznie oznacza to, że przed 2024 r. absolwenci otrzymywali dyplom zawodowy i podejmowali pracę w publicznych placówkach medycznych (szpitale, przychodnie, rehabilitacja), mimo braku ustawowego uznania za zawód medyczny. Przed 2024 r. technik masażysta był de facto uznawany jako zawód medyczny w edukacji i pracy, jednak nie regulowany od strony prawnej jako zawód medyczny. Dopiero wejście w życie ustawy z 2024 r. nadało mu formalny status zawodu medycznego.

## Technik masażysta w innych krajach
W innych krajach zawód technika masażysty występuje pod nazwą massage therapist (USA), licensed massage therapist lub registered massage therapist (RMT, w Kanadzie). W stanie Nowy Jork aby nosić tytuł „massage therapist”, należy spełnić określone wymogi edukacyjne i uzyskać licencję – np. ukończyć co najmniej 1000 godzin nauki, zdać egzamin stanowy oraz uzyskać rejestrację w odpowiednim urzędzie (Office of the Professions).